# Parafia św. Marcina w Gołuszowicach
Parafia pw. św. Marcina w Gołuszowicach – parafia rzymskokatolicka znajdująca się w Gołuszowicach. Należy do dekanatu Głubczyce diecezji opolskiej.

## Historia
Parafia należała pierwotnie do diecezji ołomunieckiej i po raz pierwszy wzmiankowano ją w 1383. W wyniku I wojny śląskiej w 1742 znalazła się na terenie tzw. dystryktu kietrzańskiego. W 1972 powstała diecezja opolska, co zakończyło okres formalnej przynależności do archidiecezji ołomunieckiej.
W Krzyżowicach znajduje się kościół filialny pw. Nawiedzenia NMP.